# Горкове
Горко́ве —  село в Україні, у Роменському районі Сумської області. Населення становить 118 осіб. Входить до складу Недригайлівської селищної громади. До 2020 року орган місцевого самоврядування — Червонослобідська сільська рада.

## Географія
Село Горкове знаходиться на одному з витоків річки Хорол. На відстані 1,5 км розташоване село Хорол. По селу протікає пересихаючий струмок з загатою.

## Історія
12 червня 2020 року, відповідно до розпорядження Кабінету Міністрів України № 723-р «Про визначення адміністративних центрів та затвердження територій територіальних громад Сумської області», село увійшло до складу Недригайлівської селищної громади.
19 липня 2020 року, в результаті адміністративно-територіальної реформи та ліквідації Недригайлівського району, село увійшло до складу новоутвореного  Роменського району.
5 червня 2025 року Постановою Верховної Ради України № 4483-ІХ «Про перейменування окремих населених пунктів, назви яких містять символіку російської імперської політики або не відповідають стандартам державної мови» село Горькове перейменовано на Горкове. 18 червня 2025 року перейменування набуло чинності.

## Населення

### Мова
Розподіл населення за рідною мовою за даними перепису 2001 року:
| Мова       | Кількість | Відсоток |
| ---------- | --------- | -------- |
| українська | 116       | 98.31%   |
| російська  | 2         | 1.69%    |
| Усього     | 118       | 100%     |